# آرماس تایپاله
آرماس تایپاله (فنلاندی: Armas Taipale؛ ۲۷ ژوئیه ۱۸۹۰ – ۸ نوامبر ۱۹۷۶) پرتاب‌گر دیسک اهل فنلاند بود.
وی در مسابقات کشوری و بین‌المللی در مجموع برندهٔ ۲ مدال طلا، ۱ مدال نقره شده‌است.